# Perissocerus arabicus
Perissocerus arabicus är en tvåvingeart som beskrevs av Joseph Charles Bequaert 1961. Perissocerus arabicus ingår i släktet Perissocerus och familjen Mydidae.
Artens utbredningsområde är Sydjemen. Inga underarter finns listade i Catalogue of Life.